# 余荃斌
余荃斌，舊名余憲忠（1978年10月25日—），藝名，臺灣桃園人，臺灣華語流行音樂男歌手。

## 經歷
曾學習8年古典鋼琴，且熟悉吉他；有著天賦的特殊音質，喜愛歌唱；2000年參加EMI唱片公司舉辦的歌唱比賽，在眾多強勁的對手中獲得第一名，幸運的簽了約，卻又因唱片公司的人事變動而解約；2002年入伍服役，隔年四月退伍，一直被他的聲音吸引的資深音樂人姚謙等了他四年，終於與他簽下一紙合約。
2004年9月，余憲忠以No Name名義發行首張《No Name同名專輯》，由資深音樂人姚謙監製，而這張專輯一上市便以聲音的清澈度、造型的神秘感與專輯風格的純淨質感獲得不錯的成績，他透過獨特的低沉嗓音，緩緩吟出專注踏實的音樂愛情觀待。
在發行個人首張專輯後，余憲忠的外型便不斷被大眾廣泛的討論，甚至使得有留鬍子的都被稱為No Name，甚至有網友猜測No Name可能是某位許久不見的藝人。原本身為上班族的他，將自己平日對於週遭事物所作的觀察，化成音樂創作，在姚謙的鼓勵下，更加積極成為全職的音樂人，將他修習多年的古典鋼琴與吉他融合在創作之中。2005年12月余憲忠在師姐劉若英北京萬人的演唱會上正式曝光，2006年推出第二張《慢慢，愛》華語作品。專輯中並發表「起點」、「就算」兩首的詞曲創作，其中還特別邀請齊豫特別於新專輯「短訊息」歌曲中獻聲。
2007年與肯德基合作發行《不該少了你》EP，該歌曲也成為「肯德基2007年度廣告歌」，發行當週便得到G-music風雲榜冠軍。

### 私人生活
No Name於2019年接受媒體訪問時出櫃為雙性戀者。

## 作品

### 音樂作品

#### 原創專輯
- 2004年9月：《No Name》
- 2006年3月：《慢慢，愛》
- 2012年10月：《0537》
- 2025年 ：

#### 原創EP
- 2007年6月：《不該少了你》
- 2010年8月：《開門遇見》
- 2014年8月：《細數 （页面存档备份，存于）》（八大韓劇<天使的反擊>中文片尾曲）

#### 精選輯
- 2008年2月：《終於2.5》

#### 單曲
- 2005年5月：《是否這就是愛情》(江美琪合唱)
- 2014年12月：《不過聖誕節》
- 2016年4月：《後創世紀》
- 2016年7月：《給牠一個家》
- 2016年10月：《憨膽》
- 2016年12月：《龐貝》
- 2017年10月：《自在》
- 2018年4月：《叭叭叭》
- 2018年7月：《星火》
- 2019年3月：《不洗鉛華》
- 2019年4月：《拾荒》
- 2022年4月：《遲來的目光》
- 2023年1月：《記憶生花》(與DJ HEAD合唱)
- 2024年4月：《希望陽光》(「陽光基金會」公益單曲)

### 詞曲創作
- 2006年：「起點」、「就算」《慢慢，愛》
- 2008年：「唱不完的歌」《終於2.5》
- 2015年：「Macaron」李翊君《苓聽》
- 2017年：「自在」、「倒數」李翊君《愛情路口》
- 2018年：青春永中、永和國中新校歌
- 2021年：「來者何人」梁心頤《來者何人n！》
- 2025年：「為靠近而遠離」張信哲《屬於》

### 作曲
- 2008年：「Just You And Me」《終於2.5》
- 2016年：「單」楊丞琳《年輪說》

### 製作
- 2008年：「唱不完的歌」、「Just You And Me」《終於2.5》

## 戲劇
- 2001年：電視劇《陽光果凍》

## 主持
- 2007年：YES007網路電台 DJ